# Yuri Trofimov
Yuri Viktorovich Trofimov (em russo:  Юрий Викторович Трофимов; Igra, 26 de janeiro de 1984) é um ciclista profissional da Rússia. Competiu nos Jogos Olímpicos de Verão de 2004 e 2008.

## Principais resultados

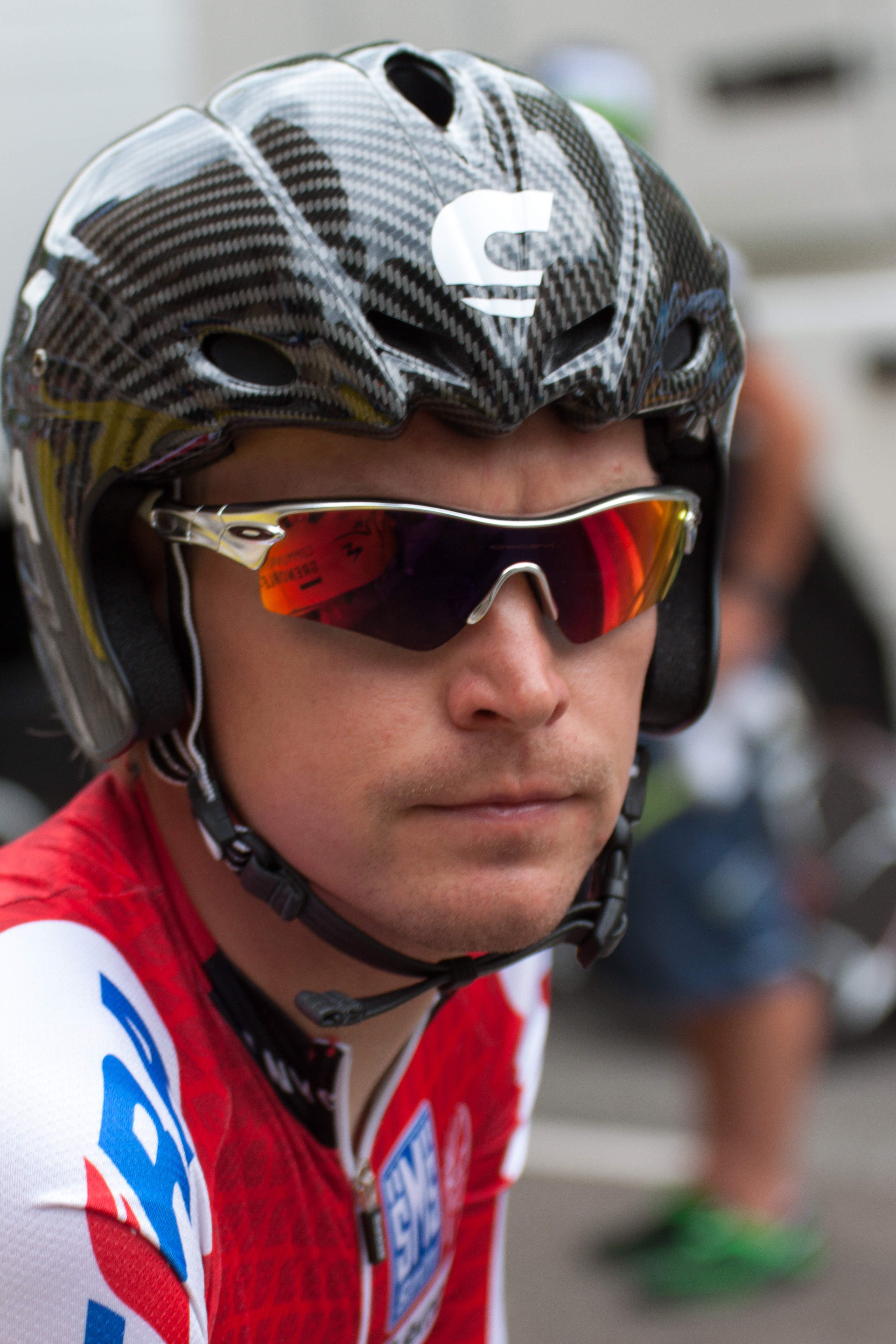
Yury Trofimov em 2012

- campeão do mundo na categoria "cross-country"
- Tour de France 2008: abandonou na 10ª etapa
- Tour de France 2009: 47º colocado na classificação geral, 10º na Classificação dos jovens